# Carta europeană a plurilingvismului
Prima întâlnire europeană Assises européennes du plurilinguisme [nefuncțională – arhivă]
, care a avut loc în zilele de 24-25 noiembrie 2005 la Paris a subliniat necesitatea elaborării unei Carte europene a plurilingvismului, sarcină asumată de Observatorul european al plurilingvismului și de partenerii lui din diferite țări. Elaborat în franceză [nefuncțională – arhivă]
, textul este deja tradus în mai multe limbi (inclusiv în română) și urmează a fi tradus în toate limbile Uniunii Europene. După o perioadă de consultări și de promovare în mai multe țări  Arhivat în 28 septembrie 2007, la Wayback Machine. [nefuncțională]
, a urmat o perioadă de strângere de semnături în favoarea acestui text, care urmează a fi înaintat instanțelor europene. Campania europeană de strângere de semnături a Cartei a debutat în România (Slatina, 22 decembrie 2006).
Cea de-a doua întâlnire Assises européennes du plurilinguisme, care va avea loc în octombrie 2008 la Berlin, va oferi cadrul oficial al înaintării Cartei europene a plurilingvismului forurilor europene și naționale.
Textul Cartei europene a plurilingvismului [nefuncțională – arhivă]
 va fi depus pe cale petiționară la Consiliul Europei și la Parlamentul European însoțit de proiecte de texte legislative și reglementare.
Textul acestei Carte depășește cadrul Uniunii Europene, prin reafirmarea unor drepturi universale.
Versiunea în română a Cartei a fost publicată în 2006 ca supliment al revistei Mozaicul, unul din partenerii media în România ai Observatorului european al plurilingvismului.

## Capitolele Cartei
Capitolele Cartei sunt următoarele:
- Plurilingvismul și Europa politică
- Plurilingvismul, cunoaștere și recunoaștere a celuilalt
- Plurilingvismul și libertatea
- Plurilingvismul și identitățile europene
- Plurilingvismul, cultura și cetățenia
- Plurilingvismul și relațiile internaționale
- Plurilingvismul, diversitatea culturală și progresul științific
- Pentru o abordare diferențiată a plurilingvismului
- Plurilingvismul și eficiența economică
- Plurilingvismul și dreptul la muncă
- Plurilingvismul și educația
- Plurilingvismul și mass media

## Articole apărute în presa română referitoare la Cartă sau laAssises
- Pentru egalitatea în drepturi a limbilor europene și a vorbitorilor ei  Arhivat în 28 septembrie 2007, la Wayback Machine.
- Bacalaureatul european plurilingv  Arhivat în 28 septembrie 2007, la Wayback Machine.
- Les Assises Européennes du plurilinguisme [nefuncțională]